# Alan Bradley
Alan Bradley (ur. 1938 w Toronto, Ontario, Kanada) – kanadyjski pisarz, najbardziej znany z kryminalnej serii dla młodzieży, o przygodach Flawii de Luce. Akcja powieści toczy się w latach 50. XX wieku w Anglii, w miasteczku Bishop Lacey. Jedenastoletnia Flawia, detektyw amator i wielka miłośniczka chemii, mieszka w posiadłości Buckshaw wraz z ekscentrycznym ojcem i siostrami.

## Powieści
1. Ms. Holmes of Baker Street - Alan Bradley z William A.S. Sarjeant (2004)
2. The Shoebox Bible (2006)
3. Zatrute ciasteczko (2009)
4. Badyl na katowski wór (2010)
5. Ucho od śledzia w śmietanie (2011)
6. Tych cieni oczy znieść nie mogą (2011)
7. Gdzie się cis nad grobem schyla (2013)
8. Obelisk kładziesię cieniem (2014)
9. The Curious Case of the Copper Corpse (nowela) (2014)
10. As Chimney Sweepers Come to Dust (2015)
11. Thrice the Brinded Cat Hath Mew'd (2016)